# Alambic
Ne doit pas être confondu avec Alembic ou Alembic (infographie).
Cet article possède un paronyme, voir Lambic.
Pour l’article ayant un titre homophone, voir Halambique.

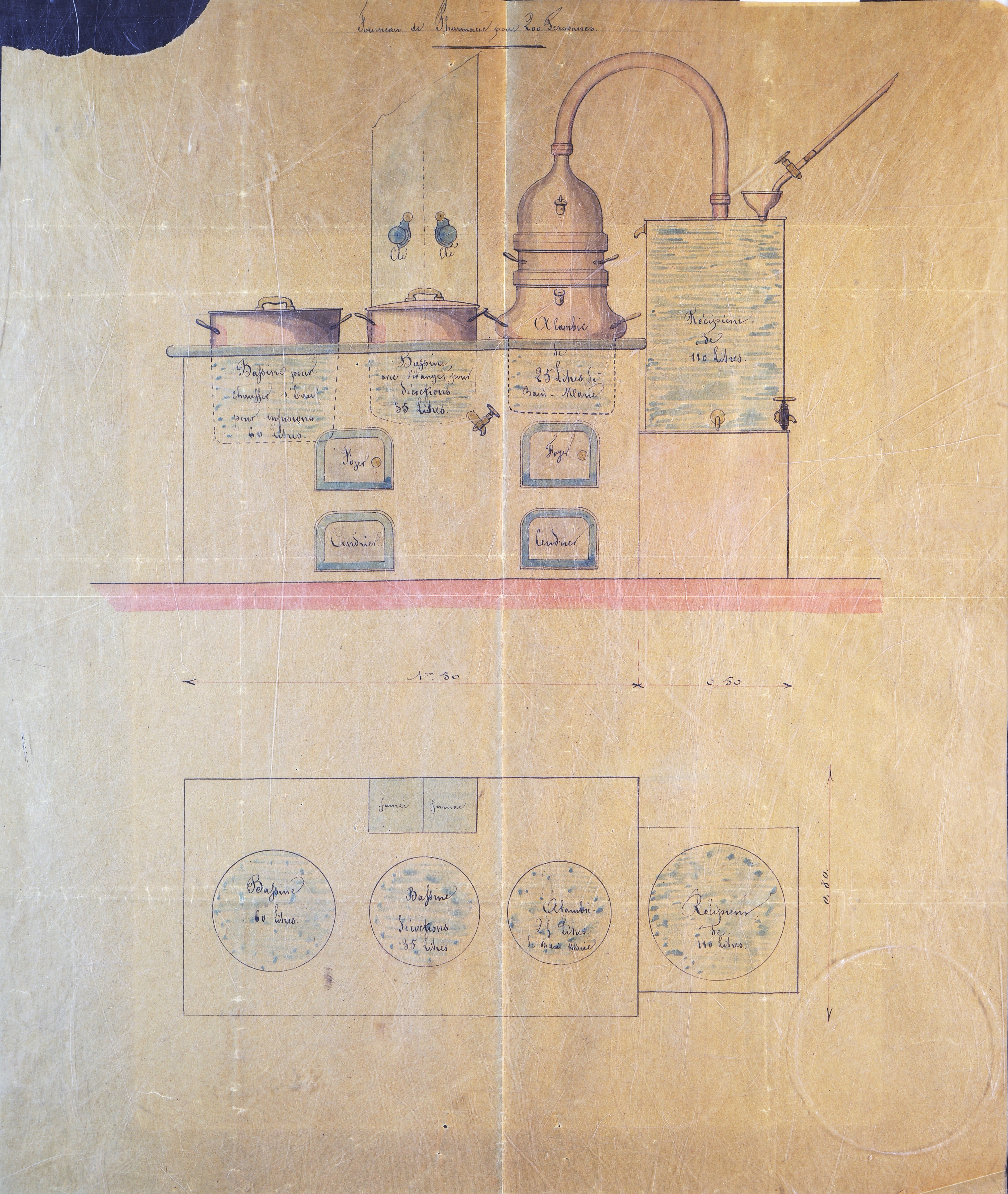
Alambic de pharmacie de l'hôpital de Bernay. Dessin aquarellé sur calque. Archives départementales de l'Eure. Cote : HDT Bernay O-1

Un alambic est un appareil destiné à la séparation de produits par chauffage puis refroidissement (distillation).

## Historique

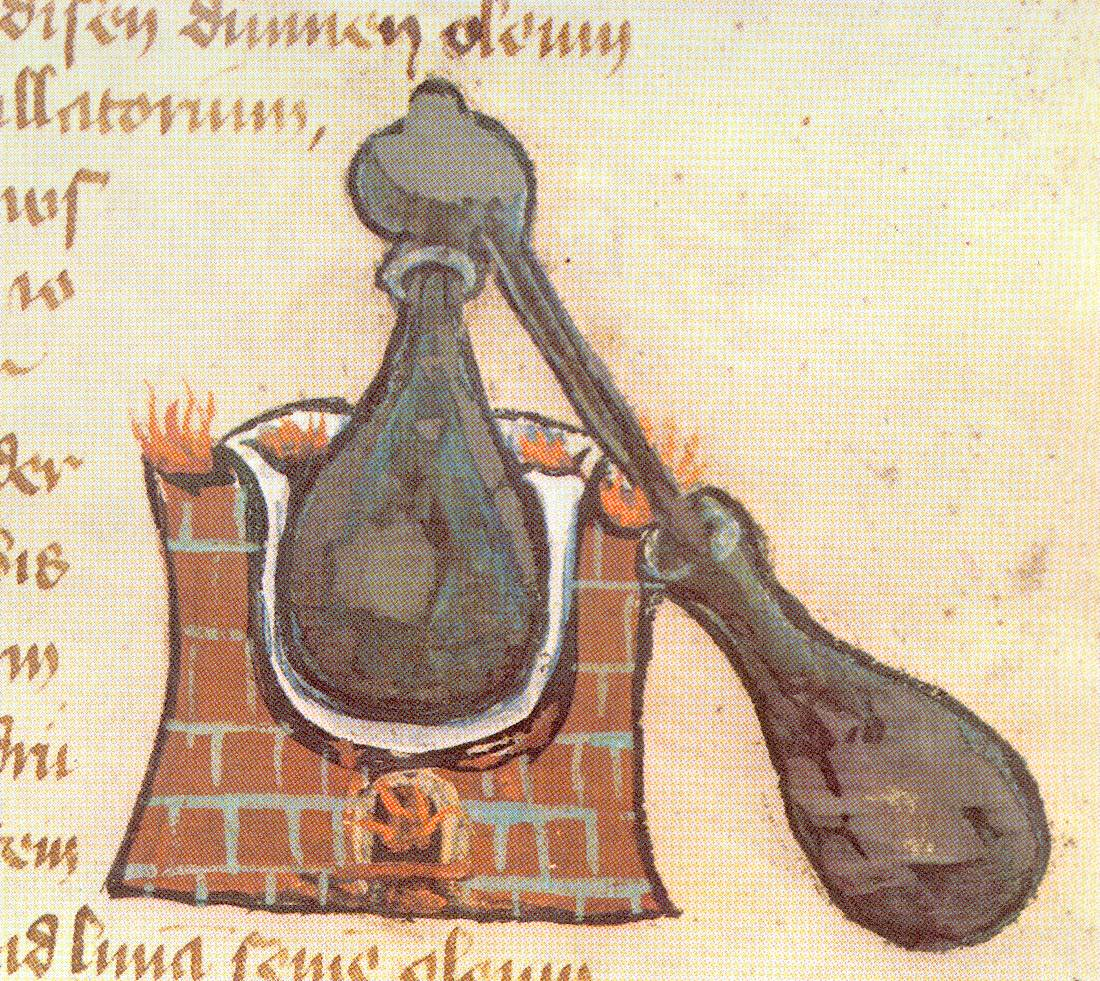
Alambic représenté sur un manuscrit médiéval.

Le mot alambic vient de l'arabe al-ʾinbīq, lui-même emprunté au grec tardif ambix (= vase).
L'alambic fut d'abord utilisé pour fabriquer des eaux florales, des huiles essentielles ou des médicaments, avant de permettre la production d'eaux-de-vie par distillation de jus de fruits fermentés. Le type le plus ancien qui nous soit parvenu date de 3500 av. J.-C. et provient du site mésopotamien de Tepe Gawra au Nord de l'Irak. On trouve la plus vieille mention d'un alambic sur une tablette babylonienne en cunéiforme vers 1200 av. J.-C.. Cette tablette mentionne également Tapputi, une parfumeuse babylonienne considérée comme la toute première chimiste. Dans la période récente, Abu Al-Qasim (Aboulcassim) aurait décrit un alambic au XIe siècle et celui-ci aurait été inventé par Jabir ibn Hayyan (ou Geber en latin) au VIIIe siècle.

## Composition d'un alambic classique

Schéma d'un alambic.

L'alambic est composé habituellement de quatre parties :
- le corps ou chaudière ou encore cucurbite, élément dans lequel se trouvent les liquides à distiller, est chauffé directement sur un foyer ou sert de bain-marie ;
- le chapiteau recouvre la chaudière et est muni d'un tube conique dans lequel les vapeurs vont s'élever ;
- le col de cygne, tube primitivement conique et en arc de cercle (d'où le nom) puis cylindrique et rectiligne sur les appareils plus modernes, qui amène les vapeurs dans le condenseur ;
- le serpentin ou condenseur, tube en hélice à axe vertical sur les parois duquel les vapeurs se condensent par l'effet du refroidissement dû au liquide circulant autour. Les plus anciens appareils avaient un condenseur rectiligne plus ou moins incliné.

## Alambic à double distillation
Généralement l'alambic à double distillation permet de séparer les esters, plus volatils et donnant un mauvais goût, de l'alcool éthylique. Avant l'invention de la double distillation, on parfumait les eaux-de-vie avec diverses substances (genièvre, anis…) à goût fort pour masquer le mauvais goût des esters. D'où la survivance de boissons telles le gin ou les anis.[réf. nécessaire] Pratiquer une double distillation se dit « cohober » dans le jargon des liquoristes, et le petit alambic qui y est destiné est appelé « cohobateur. »

## Galerie

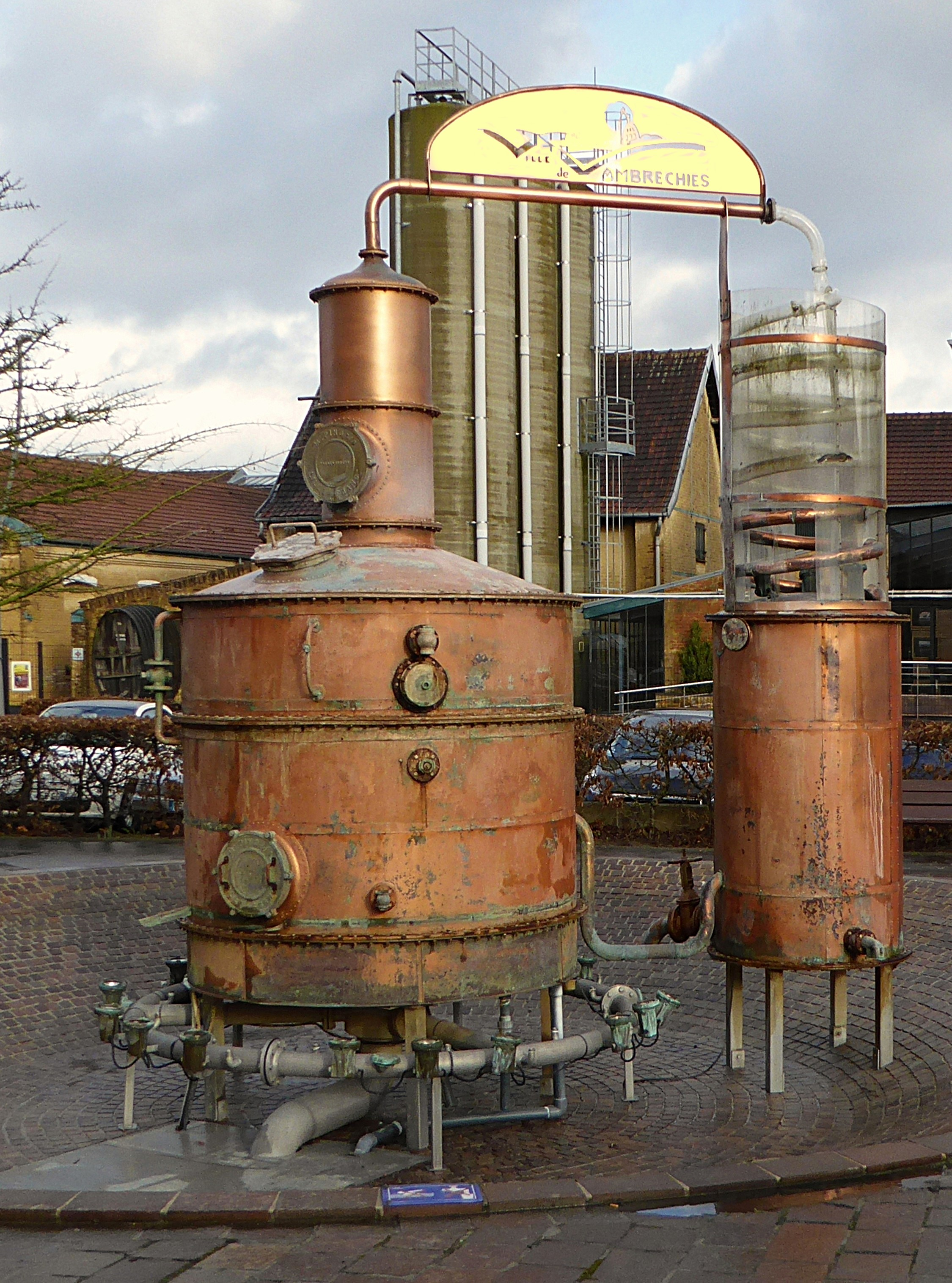
Alambic de la distillerie Claeyssens à Wambrechies, France.
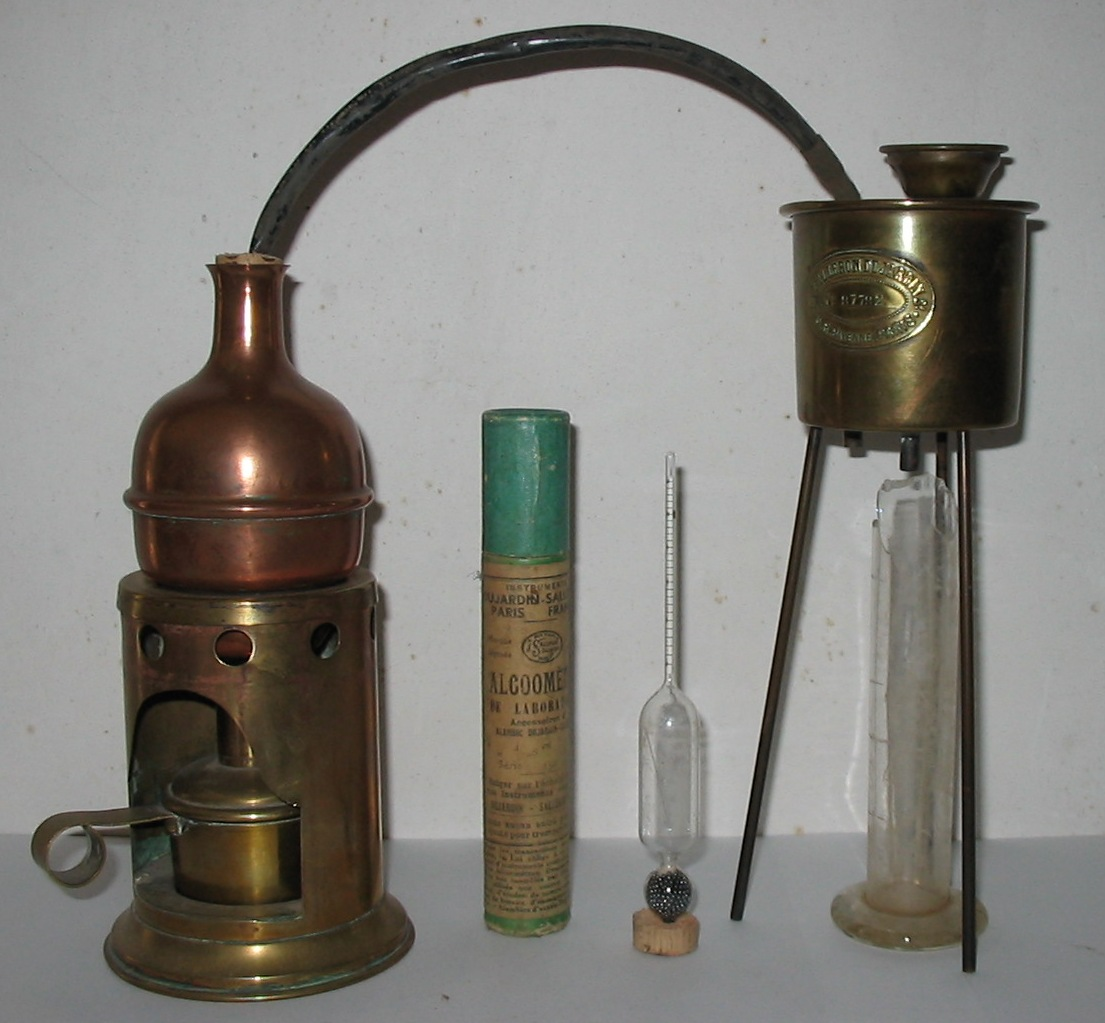
Alambic de mesure du degré alcoolique du vin.
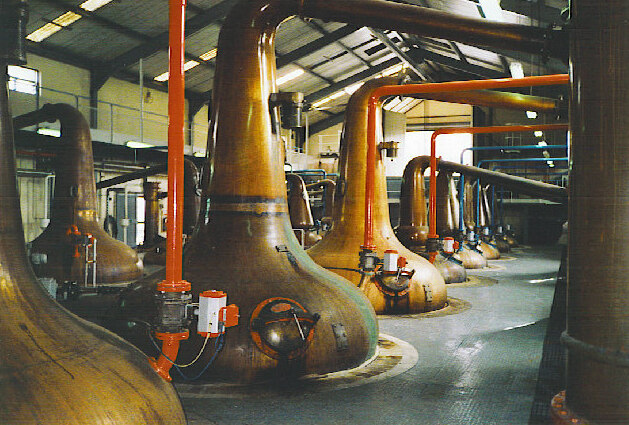
Alambic charentais de la distillerie Glenfiddich en Écosse.
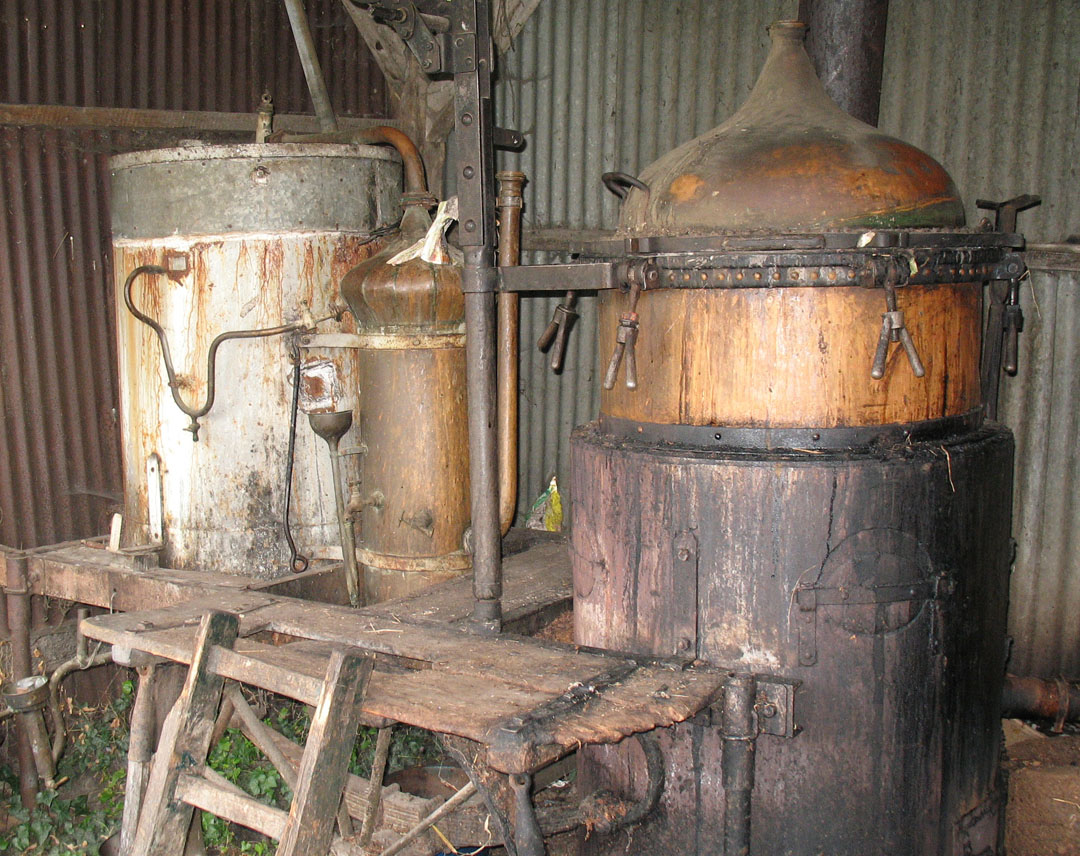
Ancien alambic municipal de Cussay en France.
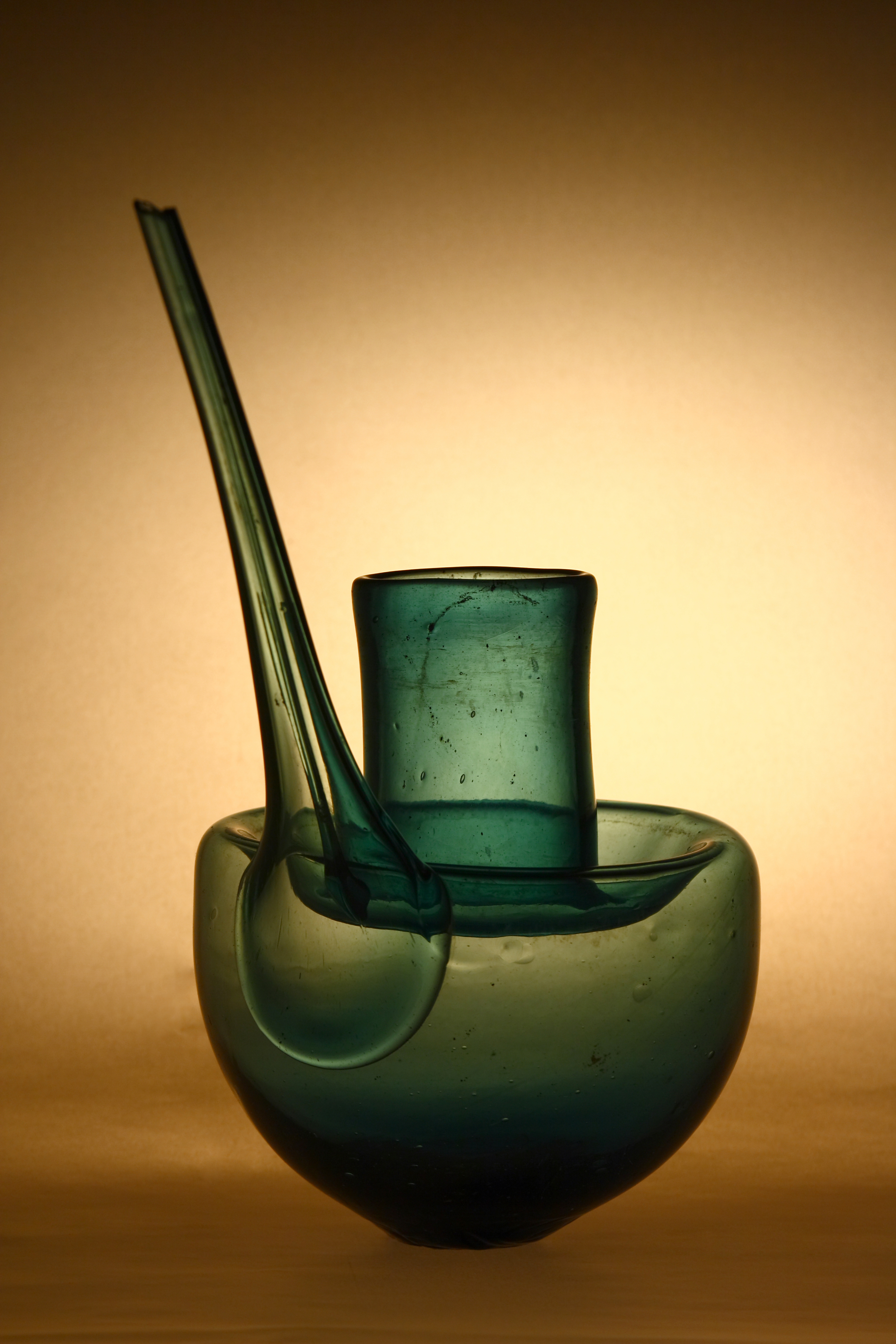
Alambic perse du XIIIe siècle, Tabriz.
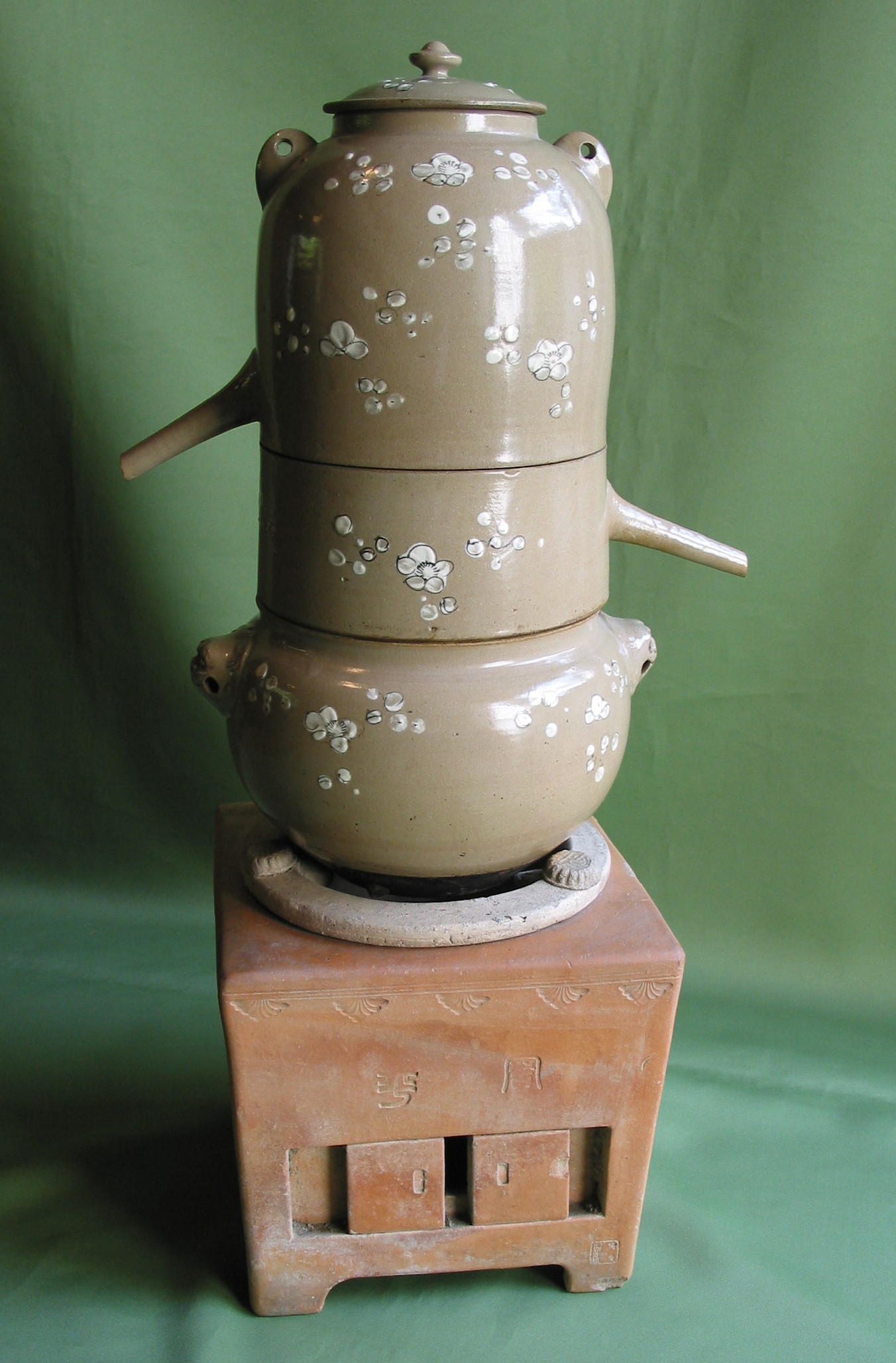
Ranbiki, alambic japonais de l'époque d'Edo.
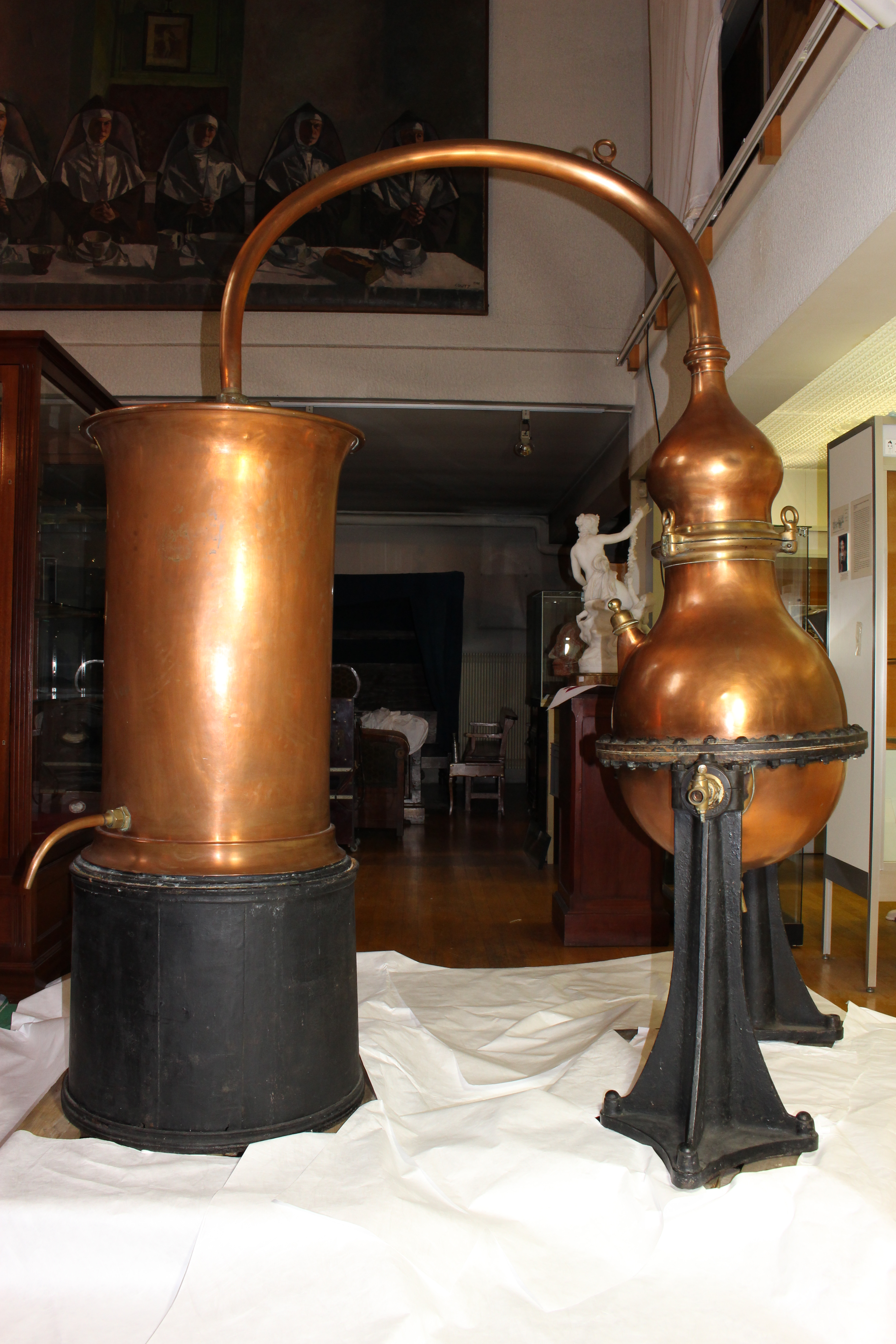
Alambic de pharmacie de l'hôtel-Dieu de Lyon.

## Dans la littérature
Dans le roman L'Assommoir écrit par Émile Zola en 1876, narrant le destin tragique de Gervaise Macquart, dont la vie se détériore à cause de l'alcoolisme de son conjoint, un alambic est décrit comme une machine infernale dont l'alcool frelaté assomme ceux qui en boivent.
Dans le roman Ravage écrit par René Barjavel en 1943 dont l'intrigue se passe à Paris dans un contexte post-apocalyptique, François Deschamps, brillant étudiant en chimie agricole, se sert d'un alambic pour filtrer l'eau de la Seine et la rendre potable.